# Лајонс (Мичиген)
Лајонс (енгл. Lyons) град је у америчкој савезној држави Мичиген.

## Демографија
По попису из 2010. године број становника је 789, што је 63 (8,7%) становника више него 2000. године.
| Група             | 2000.       | 2010.       |
| Белци             | 685 (94,4%) | 731 (92,6%) |
| Афроамериканци    | 3 (0,4%)    | 3 (0,4%)    |
| Азијати           | 1 (0,1%)    | 2 (0,3%)    |
| Хиспаноамериканци | 15 (2,1%)   | 32 (4,1%)   |
| Укупно            | 726         | 789         |